# Agencia Estatal de Seguridad Ferroviaria
La Agencia Estatal de Seguridad Ferroviaria (AESF) es un organismo público español responsable de la seguridad ferroviaria, realizando la ordenación y supervisión de la seguridad de todos los elementos del sistema ferroviario: las infraestructuras, el material rodante, el personal ferroviario y la operación ferroviaria. También se encarga de otorgar, suspender y revocar las licencias de las empresas ferroviarias, en colaboración con la Agencia Ferroviaria Europea (ERA).
Participa en los grupos de trabajo de la ERA y en calidad de experto en el Comité de Interoperabilidad y Seguridad Ferroviaria de la Dirección General de Movilidad y Transportes de la Comisión Europea, así como en otras organizaciones nacionales e internacionales relacionadas con la seguridad o interoperabilidad del transporte ferroviario.

## Historia
Los orígenes de la AESF se remontan a la Ley 28/2006, de 18 de julio, de Agencias estatales para la mejora de los servicios públicos, que preveía la creación de una Agencia Estatal de Seguridad del Transporte Terrestre, para la detección, análisis y evaluación de los riesgos de seguridad en los transportes terrestres de competencia estatal, así como para el ejercicio de las funciones de inspección y supervisión de la seguridad del sistema ferroviario, tanto en relación con las infraestructuras como a la operación ferroviaria, en los ámbitos de competencia estatal.
Este mandato no se cumplió hasta el año 2014, cuando el Consejo de Ministros aprobó el Real Decreto-ley 1/2014, de 24 de enero, de reforma en materia de infraestructuras y transporte, y otras medidas económicas, que modificaba la denominación de la Agencia como Agencia Estatal de Seguridad Ferroviaria debido a que la Comisión Europea exigió mayor independencia del organismo responsable de la seguridad ferroviaria.
Así, finalmente, a finales de dicho año se aprobó el Estatuto de la agencia estatal AESF y se constituyó oficialmente el 1 de abril de 2015, sucediendo a la Dirección General de Ferrocarriles del Ministerio de Fomento en gran parte de sus funciones sobre el sistema de ferrocarriles salvo las relativas a infraestructuras ferroviarias, que pasaron a la empresa pública Adif.
En septiembre de 2015 las Cortes Generales aprobaron definitivamente la Ley 38/2015, de 29 de septiembre, del sector ferroviario, que actualizó la ley homónima de 2003 y estableció claramente el papel de la agencia dentro del sistema ferroviario.

## Estructura
La estructura de la agencia es:
- El Presidente. La Presidencia de la AESF es ejercida por el titular de la Secretaría General de Transporte Terrestre, siendo el máximo representante de la agencia y el encargado de proponer el nombramiento del director y de los miembros de la Comisión de Control.
- El Consejo Rector. Es el órgano colegiado de gobierno de la Agencia, formado por el presidente y el director de la misma y representantes de los ministerios de Transportes y Movilidad Sostenible, de Hacienda y Función Pública, de Economía, Comercio y Empresa, y de Industria y Turismo.
- El Director. Es el órgano ejecutivo de la Agencia y el responsable de la dirección y gestión ordinaria de la misma. De la dirección dependen el resto de órganos administrativos.
  - La Subdirección de Infraestructuras. Es responsable del ejercicio de las funciones relacionadas con la emisión de autorizaciones de seguridad de administradores de infraestructura y su posterior supervisión, así como con todo lo relacionado con la infraestructura y equipos fijos.
  - La Subdirección General de Coordinación de la Seguridad Ferroviaria. Responsable de la emisión de licencias y certificados de seguridad de empresas ferroviarias y su posterior supervisión, habilitaciones a candidatos distintos de empresas ferroviarias, así como con todo lo relacionado con material rodante, su mantenimiento y el personal ferroviario y sus centros asociados. Asimismo, es la encargada del seguimiento global de la seguridad del sistema ferroviario y de las funciones de la Agencia relativas a la operación ferroviaria y a los sistemas de seguridad. También es responsable de la gestión del Registro Especial Ferroviario y de la tramitación de procedimientos en materia de mercancías peligrosas.
  - La División de Administración. Este órgano lleva a cabo tareas de apoyo a la Dirección y al Consejo Rector, así como las funciones de gestión que le sean encomendadas.

Asimismo, para asegurar el correcto funcionamiento de la Agencia, existe una Comisión de Control que recaba información y se la transmite al Consejo Rector.

## Directores
| Nombre                  | Nombramiento         | Cese                 | Profesión                               | Ref.          |
| ----------------------- | -------------------- | -------------------- | --------------------------------------- | ------------- |
| Carlos Díez Arroyo      | 1 de abril de 2015   | 30 de junio de 2017  | Ingeniero de Caminos, Canales y Puertos | [ 13 ] [ 14 ] |
| Pedro M. Lekuona García | 30 de junio de 2017  | 5 de octubre de 2017 | Ingeniero de Caminos, Canales y Puertos | [ 15 ]        |
| Pedro M. Lekuona García | 5 de octubre de 2017 | En el cargo          | Ingeniero de Caminos, Canales y Puertos | [ 16 ]        |

## Presupuesto
| Década 2010 | Década 2010  | Década 2010 | Década 2010 | Década 2020 | Década 2020  | Década 2020 | Década 2020 |
| Año         | Presupuesto  | Variación   | Ref.        | Año         | Presupuesto  | Variación   | Ref.        |
| ----------- | ------------ | ----------- | ----------- | ----------- | ------------ | ----------- | ----------- |
| 2016        | 16.304.520 € | -           | [ 17 ]      | 2021        | 14.317.630 € | 3,15 %      | [ 18 ]      |
| 2017        | 14.065.480 € | 13,73 %     | [ 19 ]      | 2022        | 14.860.300 € | 3,79 %      | [ 20 ]      |
| 2018        | 13.880.510 € | 1,32 %      | [ 21 ]      | 2023        | 16.463.520 € | 10,79 %     | [ 22 ]      |
| 2019        | 13.880.510 € | 0 %         | [ 21 ]      | 2024        | 16.463.520 € | 0 %         | [ 22 ]      |
| 2020        | 13.880.510 € | 0 %         | [ 21 ]      | 2025        | 16.463.520 € | 0 %         | [ 22 ]      |